# Agostino Barbarigo (almirante)
Agostino Barbarigo (1518 – 9 de octubre de 1571) fue un noble veneciano quien, como un comandante experto lideró el ala izquierda de la Santa Liga durante la batalla de Lepanto de 1571. Aunque sus galeras fueron victoriosas, fue mortalmente herido en el ojo derecho. El líder del ala derecha turca, que era el oponente táctico de Barbarigo, Mehmed Siroco, también murió en la batalla.